# Sérgio
Sérgio, właśc. Sérgio Vágner Valentim (ur. 22 maja 1945 w Chavantes) – piłkarz brazylijski, występujący na pozycji bramkarza.

## Kariera klubowa
Karierę piłkarską Sérgio rozpoczął w klubie São José EC w 1964. W latach 1966 i 1969–1974 Sérgio był zawodnikiem São Paulo FC. Z São Paulo dwukrotnie zdobył mistrzostwo stanu São Paulo – Campeonato Paulista w 1970 i 1971.
W São Paulo 7 sierpnia 1971 w przegranym 0-3 meczu z Grêmio Porto Alegre Sérgio zadebiutował w lidze brazylijskiej. W latach 1975–1976 występował w Corinthians Paulista. Ostatni raz w lidze wystąpił 6 listopada 1975 w zremisowanym 0-0 meczu z Goiás EC. Ogółem w lidze brazylijskiej Sérgio rozegrał 80 spotkań. Karierę zakończył w EC Taubaté na początku lat 80.

## Kariera reprezentacyjna
W reprezentacji Brazylii Sérgio jedyny raz wystąpił 17 czerwca 1972 w zremisowanym 3-3 towarzyskim meczu ze stanem Rio Grande do Sul. Nigdy nie wystąpił w reprezentacji w oficjalnym meczu międzypaństwowym.